# 비디오 게임 검열
비디오 게임에서 검열은 기관이 내용의 성격 때문에 비디오 게임이나 특정 비디오 게임에 대한 접근을 제한하고, 내용을 검열하거나, 규제하려는 노력이다. 일부 국가에서는 오락 소프트웨어 등급 위원회 등급 시스템과 같은 등급 시스템을 사용하여 어린 시청자를 부적절한 내용으로부터 보호하기 위해 이를 수행한다. 다른 국가에서는 국가 정부에 대한 부정적인 전망을 검열하기 위해 이를 수행한다.

## 개요
비디오 게임 규제에 대한 지지는 때때로 도덕적 공황과 연결되었다. 그럼에도 불구하고, 정부는 비디오 게임 등급 제도 또는 금지를 기반으로 한 검열을 통해 비디오 게임의 배포를 규제하는 법률을 제정하거나 제정하려고 시도했다. 2005년, 데이비드 건틀렛(David Gauntlett)은 미디어 반대 신념을 선의로 홍보하는 저자들에게 연구 기금, 뉴스 헤드라인 및 전문적 명성이 더 흔히 돌아간다고 주장했다. 톰 그라임스(Tom Grimes), 제임스 A. 앤더슨(James A. Anderson), 로리 버건(Lori Bergen)은 2008년 미디어 효과 연구 제작에 대한 사회학적 영향을 다룬 책에서 이러한 주장을 다시 강조했다.

### 자율 규제
미국과 캐나다의 ESRB 등급 시스템(1994년 설립) 및 유럽의 범유럽 게임 정보 (PEGI) 등급 시스템(2003년 설립)과 같이 비디오 게임 산업이 채택한 자율 등급 시스템은 부모에게 자녀가 어떤 종류의 게임을 하고 있는지(또는 하고 싶어하는지) 알려주는 것을 목표로 한다. 논란이 있는 게임의 일부 등급은 어린이를 대상으로 하지 않음을 나타낸다(미국에서는 "성인" (M) 또는 "성인만" (AO), 영국에서는 15세 또는 18세). 포장은 그러한 게임이 어린이에게 판매되어서는 안 된다고 경고한다. 미국에서 ESRB 등급은 법적 구속력이 없지만, 많은 소매업체는 미성년자에게 이러한 게임을 판매하지 않는 것을 스스로 책임진다. 영국에서는 BBFC 등급이 법적 구속력이 있다. 영국 소매업체도 법적 구속력이 없는 PEGI 등급을 시행한다.

## 캐나다
온타리오 영화 등급 위원회와 브리티시컬럼비아 영화 등급 사무소는 각각 맨헌트와 솔저 오브 포춘이 ESRB "성인" 등급을 받았음에도 불구하고, 법적으로 영화로 분류하고 "제한" 등급을 부여하여 18세 미만 고객에게 판매하는 것을 금지했다. 온타리오주와 다른 여러 주에서는 이후 ESRB 등급 시스템이 법적으로 시행될 수 있도록 하는 법률을 채택했는데, 주로 소매업체가 "성인" 또는 "성인만" 등급의 게임을 적절한 연령이 아닌 고객에게 판매하는 것을 불법으로 만들었다.

## 중국

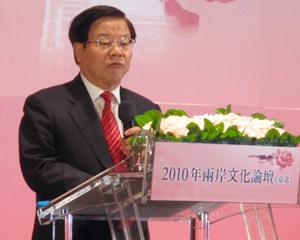
전 중화인민공화국 문화부장 차이 우

비디오 게임 콘솔은 2000년 6월 중국 본토에서 금지되었다. 이 금지는 2014년 1월에 최종 해제되었다. 그러나 중국은 여전히 "중국에 적대적이거나 중국 정부의 견해와 일치하지 않는" 비디오 게임을 단속할 것이었다. 블룸버그에 따르면, 중국 문화부 장관 차이 우(Cai Wu)는 비유적으로 말하여 "우리는 신선한 공기를 들이마시기 위해 창문을 살짝 열고 싶지만, 여전히 파리와 모기를 막기 위한 스크린이 필요하다"고 말했다.
여러 비디오 게임이 전쟁, 역사, 정부에 대한 비우호적인 견해로 인해 중국에서 금지되었다. 2004년, 하츠 오브 아이언은 문화부가 제2차 세계 대전에 대한 게임의 묘사가 왜곡되었다고 판단하여 금지되었다. 2013년, 중국 문화부는 배틀필드 4가 중국을 잘못 표현하고 "중국의 이미지를 먹칠하려는" 시도라고 주장하며 금지했다. 곰돌이 푸 캐릭터는 중국 비디오 게임에서 심하게 검열되었는데, 이 캐릭터가 시진핑에 대한 조롱적인 비교에 자주 사용되었기 때문이다.
중국 게임 산업에서 유혈 묘사는 금지되지는 않더라도 엄격히 제한된다. 2019년 이전에는 많은 게임에서 피가 붉은색이 될 수 없었다. 새로운 금지는 어떤 종류의 피도 존재할 수 없도록 한다.
또한, 중국 비디오 게임 내 채팅은 중국 인터넷의 다른 곳과 유사하거나 심지어 더 넓은 제한을 받는다. 예를 들어, 원신 영어판의 채팅은 욕설뿐만 아니라 타이완, 티베트, 홍, 콩, 파룬궁, 스탈린, 아돌프 히틀러, 푸틴과 같은 단어도 검열한다. 약 200개의 중국 게임을 연구한 결과, 180,000개 이상의 단어가 블랙리스트에 올랐다는 것이 밝혀졌다.
대부분의 경우, 중국과 관련된 검열은 중국에서 개발된 게임이나 서양 게임의 중국어 버전에 한정된다. 2020년대 들어 마블 라이벌즈 또는 검은 신화: 오공과 같은 중국 개발 게임의 전 세계적 인기가 높아지면서, 더 많은 플레이어 커뮤니티가 이러한 검열에 대해 인지하게 되었다.

## 독일

### 소프트웨어 심의 등급 기관
독일에서는 1994년부터 소프트웨어 심의 등급 기관 (Unterhaltungssoftware Selbstkontrolle)이 비디오 게임의 연령 등급을 지정하는 책임이 있었다. 과거에는 특히 폭력적인 게임이 더 낮은 등급을 받아 색인화를 피하기 위해 개발자나 배급사에 의해 자주 검열되었다. USK의 게임 검토는 자발적이지만, 승인되지 않은 게임은 성인에게만 제공 및 판매될 수 있다.
독일에서 주목할 만한 검열 사례 중 하나는 콜 오브 듀티: WWII이다. 게임의 독일 버전에서는 스와스티카(卍) 상징이 제거되고 철십자로 대체되었다. 독일에서 검열된 또 다른 비디오 게임은 울펜슈타인 2: 더 뉴 콜로서스로, 히틀러의 유명한 콧수염이 제거되고 스와스티카가 삼각형 상징으로 대체되었다.
2018년 8월 9일, USK는 독일 정부가 "사회적 적절성" 허용 범위 내에 이미지가 포함되는 한 비디오 게임에 대한 이 § 86a 조항의 제한을 완화할 것이라고 발표했다. USK는 여전히 이 이미지가 어떻게 사용되는지 평가하고 사회적 적절성 허용 범위를 충족하지 못한다고 판단되는 게임은 거부할 것이다. 2019년 11월, 울펜슈타인 시리즈의 여러 속편이 독일에서 검열이 해제되었다.

### 독일 연방 아동청소년미디어보호청
독일에서는 독일 연방 아동청소년미디어보호청 (Bundeszentrale für Kinder- und Jugendmedienschutz)에 의해 비디오 게임이 색인화될 수 있다. 미성년자에게 유해한 미디어 목록에 추가된 게임은 엄격한 제한을 받으며 어린이와 청소년에게 제공되거나 판매될 수 없으며, 이는 게임 광고에도 적용된다. 색인화의 일반적인 이유는 폭력, 전쟁 또는 국가사회주의의 묘사와 미화였다. 2003년부터 USK 승인을 받은 게임은 더 이상 색인화될 수 없으며, 목록 항목도 25년 후에 재검토되어야 한다. 2010년대 중반부터 새로 색인화되는 게임의 수가 감소하고 목록에서 삭제되는 게임의 수가 증가했으며, 여기에는 출판사의 요청으로 조기 삭제된 많은 게임이 포함된다.
중요한 전환점은 모탈 컴뱃 X의 색인화 거부와 USK에 의한 18세 이상 등급 부여였다. 모탈 컴뱃 X는 이 시리즈의 첫 번째 작품으로 독일 USK의 승인을 받았다. 그 전까지는 이 시리즈의 많은 타이틀이 색인화되거나 심지어 압수되기도 했다.

### 독일 형법
독일 형법 § 86은 위헌 및 테러리스트 단체의 선전 자료 배포를 금지하고, § 86a는 위헌 단체의 상징 사용을 금지하며, § 130은 선동 (Volksverhetzung), § 130a는 범죄 지시를 금지한다. 공식 목록에서는 이 네 가지 조항이 항상 묶여 있어 나치 깃발 및 아돌프 히틀러의 묘사를 포함하는 모든 게임은 인종차별 선전물과 함께 나열된다.
§ 131은 미디어에서 과도한 폭력 묘사를 금지한다. "인간 또는 인간형 존재에 대한 잔인하거나 다른 비인간적인 폭력 행위를 그러한 폭력 행위의 미화 또는 무해화를 표현하는 방식으로 묘사하거나, 사건의 잔인하거나 비인간적인 측면을 인간의 존엄성을 침해하는 방식으로 묘사하는 것."

## 일본
일본의 게임 규제 시스템은 가정용 비디오 게임의 경우 CERO이고, 성인용 게임의 경우 EOCS, JCRC이다.

## 대한민국
등급 없는 게임, 모든 종류의 포르노그래피, 도박을 제공하는 "불법" 웹사이트도 차단된다. 이러한 사이트에 접속하려고 하면 자동으로 한국어 텍스트로 "이 사이트는 정부 규제에 의해 법적으로 차단되었습니다"라고 번역되는 경고 페이지로 리디렉션된다. 검색 엔진은 미성년자에게 "부적절하다"고 간주되는 일부 키워드에 대해 연령을 확인해야 한다.

## 멕시코
멕시코는 비디오 게임 등급 지정을 위해 ESRB 등급 시스템을 자율적으로 채택했다.

## 미국 및 속령
미국, 푸에르토리코, 사모아, 괌, 버진 아일랜드, 북마리아나 제도는 모두 ESRB 등급 시스템을 자율적으로 준수한다.

### 역사
미국에서 비디오 게임에 대한 첫 번째 주요 논란은 1990년대 초반에 모탈 컴뱃과 나이트 트랩과 같은 게임이 출시되었을 때였다. 이 게임들은 아이들에게 너무 폭력적이거나 너무 성적으로 간주될 수 있는 장면으로 알려져 있었다. 비디오 게임에 관한 문제는 결국 미국 의회에까지 도달했다. 정부 위원회를 설립하여 비디오 게임 등급을 정하자는 제안이 있은 후, 주요 비디오 게임 회사들이 인터랙티브 디지털 소프트웨어 협회를 설립하고 ESRB(Entertainment Software Ratings Board)를 의회에 제출했고, 이는 승인되어 비디오 게임 등급의 표준이 되었다.
잭 톰프슨은 "폭력적인 비디오 게임"을 비판하며, 폭력적인 비디오 게임을 하는 것이 십대들이 실제 세계에서 그러한 행동을 모방하게 만든다고 주장했다. 그는 종종 총격 사건과 관련된 사건에서 피해자나 피해자의 부모를 대변했으며, 일반적으로 가해자의 행동을 폭력적인 비디오 게임을 한 탓으로 돌렸다. 톰프슨은 또한 불리의 출시를 막으려는 캠페인을 지지했다.
2013년, 비디오 게임 산업의 로비 단체인 엔터테인먼트 소프트웨어 협회는 게임 산업에 부정적인 영향을 미칠 수 있는 공공 정책에 반대하여 게이머들을 동원하기 위한 "풀뿌리" 로비 단체인 "비디오 게임 유권자 네트워크"에 50만 명 이상의 회원을 모집했다. VGV는 2006년 ESA에 의해 설립되었으며, 페이스북과 트위터와 같은 소셜 미디어 사이트를 사용하여 회원들에게 동맹국과 반대자를 알린다. 2013년, ESA는 VVG 법안에 반대하는 것을 포함하여 로비에 390만 달러 이상을 지출했다. 여기에는 미국국립과학원이 모든 형태의 폭력적인 미디어의 영향을 연구하도록 지시하는 초당적 연방 법안에 반대하는 것도 포함되었다. 이러한 법안 자체는 일부 학자들로부터 중립적으로 문제를 연구하는 대신 과학자들에게 특정 결과를 찾도록 압력을 가한다는 비판을 받았다.

### 미국 정부 입법
비디오 게임 규제는 역사적으로 조 리버먼과 힐러리 클린턴과 같은 정치인들의 지지를 받아왔으며, 이들은 비디오 게임 규제를 위한 법안을 추진했다.
어떤 비디오 게임 콘솔 제조업체도 AO 등급의 게임을 북미에서 발행하는 것을 허용하지 않았지만, PC 게임 서비스 스팀은 해이트리드와 같은 AO 등급의 타이틀을 자사 플랫폼에서 발행하도록 허용했다. 주요 소매업체들은 AO 등급 게임 판매를 꺼려하지만, 엄청난 인기를 끌었던 플레이스테이션 2 게임인 그랜드 테프트 오토: 산 안드레아스는 핫 커피 애드온이 존재한다는 사실이 밝혀진 후 잠시 AO 등급을 받았다. 이 애드온은 나중에 제거되었고, 게임의 등급은 M으로 돌아왔다. 제109차와 제110차 의회에서, 비디오 게임 집행법이 미국 하원에 도입되었다. 이 법은 M 및 AO 등급 게임 구매 시 신분 확인을 요구했다. 이 법안과 이와 유사한 법안들은 미국 수정 헌법 제1조 위반 가능성 때문에 성공하지 못했다. 성인용 콘텐츠가 있는 게임에 대한 신분 확인을 의무화하는 법률은 없지만, 연방거래위원회의 2008년 설문조사에 따르면 비디오 게임 소매업체들이 M 및 AO 등급 게임에 대한 신분 확인을 자발적으로 늘렸으며, 미성년자에게 이러한 게임을 판매하는 비율이 2000년 83%에서 2008년 20%로 감소했다. 2011년 4월의 추가 설문조사에서는 비디오 게임 소매업체들이 미성년 십대 구매자의 13%만이 M 등급 비디오 게임을 구매하도록 허용함으로써 등급을 계속 시행했으며, 이는 2009년의 20% 구매율보다 통계적으로 유의미한 감소를 보였다.
2009년 1월 7일, 캘리포니아 43번 지역구의 하원의원 조 바카는 비디오 게임 건강 표시법인 H.R. 231을 도입했다. 이 법안은 ESRB 등급 T(청소년) 이상인 모든 비디오 게임의 포장에 "명확하고 눈에 띄는 위치"에 다음 경고문을 부착하도록 요구했다.
"경고: 과도한 폭력적인 비디오 게임 및 기타 폭력적인 미디어 노출은 공격적인 행동과 관련이 있습니다." 제안된 법안은 상업, 무역 및 소비자 보호 소위원회로 회부되었다. 2011년 1월 24일, 조 바카는 비디오 게임 건강 표시법을 제112대 의회의 H.R. 400으로 재도입했다. 이 법안은 다시 소위원회로 넘어갔다.
2011년 6월 27일, 미국 연방 대법원은 브라운 대 엔터테인먼트 상업 협회 판결을 내렸다. 비디오 게임은 수정 헌법 제1조에 따라 보호되는 표현이었다. 이 사건은 폭력적인 비디오 게임의 미성년자 판매를 제한하려는 캘리포니아 법에 초점을 맞추었다. 엔터테인먼트 상업 협회와 엔터테인먼트 소프트웨어 협회가 주도하는 비디오 게임 산업은 캘리포니아 법에 명시된 폭력의 정의가 너무 모호하고 비디오 게임을 보호되는 표현으로 취급하지 않을 것이라고 판단하여 법안에 대한 금지 명령을 성공적으로 얻어냈다. 이 의견은 하급 법원에서 유지되었고, 대법원의 판결에 의해 지지되었다. 대부분의 대법관은 자신들에게 제시된 연구를 피해의 설득력 있는 증거로 간주하지 않았으며, 다른 형태의 미디어에는 적용되지 않는 새로운 종류의 제한된 표현을 만들 수 없다고 진술했다.
그러나 브라이어 대법관의 소수 의견은 증거가 더 설득력 있다고 판단했다.
디아나 폴라드 삭스(Deana Pollard Sacks), 브래드 부시먼(Brad Bushman), 크레이그 A. 앤더슨(Craig A. Anderson)은 이 판결에 반대하며, 브라운 측의 비디오 게임 폭력 성명서를 작성한 13명의 전문가가 학문적으로 훨씬 더 우수하며, 원래 경험적 연구를 기반으로 한 공격성/폭력에 대한 동료 검토 저널 기사를 EMA를 지지하는 서명자들보다 평균 28배 이상 많이 작성했으며, 브라운을 지지하는 100명 이상의 서명자들은 평균 14배 이상 많이 작성했다고 주장했다. 리처드 홀(Richard Hall), 라이언 홀(Ryan Hall), 테리 데이(Terri Day)는 다음과 같이 답했다. "앤더슨과 부시먼이 자신들의 자격과 자신들과 동의하는 사람들의 자격이 자신들과 동의하지 않는 사람들의 자격보다 우수하다고 판단한 것은 놀라운 일이 아니다"라고 말하며, 일부 학자들의 기여를 과소평가하는 방법론을 사용했을 수 있다고 주장했다. 2013년 4월 3일, 캘리포니아 상원의원이자 민주당원인 다이앤 파인스타인은 샌프란시스코에서 500명의 유권자들에게 총기 폭력에 대해 연설했다. 그녀는 비디오 게임이 "젊은이들에게 매우 부정적인 역할을 하며, 산업은 이를 인지해야 한다"고 말했고, 비디오 게임 산업이 총기를 미화하는 것을 중단하지 않으면 의회가 개입해야 할 수도 있다고 덧붙였다.

## 같이 보기
- 금지된 비디오 게임 목록
- 논란이 있는 비디오 게임 목록
- 나라별 수정된 비디오 게임 목록
- 비디오 게임 논란